# Шкрге
Шкрге (лат. branchia) код водених кичмењака (риба и ларви водоземаца) и бескичмењака функционишу као респираторни органи, док се код копнених кичмењака јављају само у току ембрионалног развића, а касније се редукују.
Шкрге бескичмењака су ектодермалног порекла и представљају наборе коже у облику листића или разгранате структуре. Обично се налазе на истакнутим деловима тела. Код кичмењака шкрге су ендодермалног и мезодермалног порекла могу да буду:
- унутрашње које настају као евагинације унутрашњег зида ждрела и образују се код риба
- спољашње које полазе са спољашњег зида ждрела и карактеристичне су за ларве водоземаца

## Историја
Гален је приметио да рибе имају мноштво отвора (форамина), довољно великих да пропусте гасове, али превише финих да би омогућиле пролаз води. Плиније Старији је сматрао да рибе дишу шкргама, али је приметио да је Аристотел другог мишљења. Реч branchia долази од грчког βράγχια, „шкрге“, множине од βράγχιον (у једнини, што значи пераје).

## Функција
Многе микроскопске водене животиње, и неке веће, али неактивне, могу да апсорбују довољно кисеоника кроз целу површину свог тела и тако могу адекватно да дишу без шкрга. Међутим, сложенији или активнији водени организми обично захтевају шкргу или шкрге. Многи бескичмењаци, па чак и водоземци, користе телесну површину и шкрге за размену гасова.
Шкрге се обично састоје од танких влакана ткива, ламела (плочица), грана или витких, чупавих наставака који имају високо пресавијену површину ради повећања површине. Деликатна природа шкрга је могућа, јер околна вода пружа подршку. Крв или друга телесна течност морају бити у блиском контакту са респираторном површином ради лакше дифузије.
Велика површина је кључна за размену гасова водених организама, пошто вода садржи само мали део раствореног кисеоника који има ваздух. Кубни метар ваздуха садржи око 250 грама кисеоника на СТП. Концентрација кисеоника у води је мања него у ваздуху и он спорије дифундује. У несланој води, садржај раствореног кисеоника је приближно 8 cm³/L  у поређењу са ваздухом који износи 210 . Вода је 777 пута гушћа од ваздуха и 100 пута вискознија. Кисеоник има брзину дифузије у ваздуху 10.000 пута већу него у води. Употреба кесастих плућа за уклањање кисеоника из воде не би била довољно ефикасна за одржавање живота. Уместо да се користе плућа, „[г]асна размена се одвија преко површине високо васкуларизованих шкрга преко којих се одржава једносмерна струја воде помоћу специјализованог механизма за пумпање. Густина воде спречава шкрге да се колапсирају и леже једна поврх друге, што се дешава када се риба извади из воде.“
Обично се вода помера преко шкрга у једном правцу струјом, кретањем животиње кроз воду, ударањем трепљи или других додатака, или помоћу механизма за пумпање. Код риба и неких мекушаца, ефикасност шкрга је знатно побољшана механизмом противструјне размене у коме вода пролази преко шкрга у супротном смеру од протока крви кроз њих. Овај механизам је веома ефикасан и може се повратити чак 90% раствореног кисеоника у води.

## Кичмењаци
Шкрге кичмењака се обично развијају у зидовима ждрела, дуж низа шкржних прореза који се отварају ка спољашњости. Већина врста користи систем противструјне размене како би побољшала дифузију супстанци у шкргу и ван ње, при чему крв и вода теку у супротним смеровима једна према другој. Шкрге се састоје од чешљастих филамената, шкржних ламела, које помажу у повећању њихове површине за размену кисеоника.
Када риба дише, она у редовним интервалима увлачи пуна уста воде. Затим повлачи стране свог грла заједно, гурајући воду кроз шкржне отворе, тако да прелази преко шкрга идући ка спољашњости. Шкржни прорези рибе могу бити еволутивни преци тимусних жлезда, паратиреоидних жлезда, као и многих других структура које потичу од ембрионских бронхијалних кесица.

### Шкрге риба
Шкрге рибе формирају бројне прорезе који повезују ждрело са спољашњом страном животиње са обе стране рибе иза главе. Првобитно је било много прореза, али током еволуције број се смањио, а модерне рибе углавном имају пет парова, а никада више од осам.
Код кошљориба је са сваке стране тела иза главе развијена шкржна дупља у којој леже шкрге. Шкржне дупље комуницирају са једне стране са ждрелом, а са друге са спољашњом средином и кроз њих стално циркулише вода. Шкржне дупље су покривене коштаним шкржним поклопцем, оперкулумом. Кошљорибе имају 4 пара шкрга.
Рушљорибе имају, за разлику од кошљориба, пет пари шкрга које се засебно отварају преко узаних шкржних прореза и немају оперкулум. Испред првог шкржног прореза налази се сићушан отвор, спиракулум (spiraculum) који се отвара у усну дупљу. Свака шкрга се налази у засебној шкржној кеси и одвојена је од суседне шкржном преградом. Код њих су шкрге заштићене кожним творевинама које представљају продужетке самих шкржних преграда, док су код кошљориба преграде ишчезле.
Свака шкрга се састоји од лучне основе (шкржног лука) која носи два низа финих шкржних листића (примарне ламеле). Примарне ламеле имају јако полумесечасто набрану површину. Ти полумесечасти набори називају се секундарне ламеле, богато су снабдевене крвним судовима и представљају респираторну површину преко које се врши размена гасова.
Шкржни лук даје ослонац шкргама и код рушљориба је хрскавичав, а код кошљориба је коштан. Дуж њега се пружају:
- доводни крвни суд који носи редуковану крв и
- одводни крвни суд који носи оксидовану крв.

Вода улази кроз уста риба, из њих доспева у ждрело, а одатле преко шкржних отвора улази у шкржне кесе (код рушљориба), односно шкржну дупљу (код кошљориба). У респираторном епителу секундарних ламела изврши се размена гасова, а затим се вода контракцијама шкржних мишића преко шкржних отвора избацује у спољашњу средину.